# Lampione
 (octobre 2022).
Si vous disposez d'ouvrages ou d'articles de référence ou si vous connaissez des sites web de qualité traitant du thème abordé ici, merci de compléter l'article en donnant les références utiles à sa vérifiabilité et en les liant à la section « Notes et références ».
Lampione est une petite île du canal de Sicile qui fait partie, au même titre que Lampedusa et Linosa, de l'archipel des îles Pélages (Pelagie en Italien), et de la commune de Lampedusa e Linosa. Cette commune est rattachée  à la Province d'Agrigente.

## Géographie
Longue de 200 m et large de 180 m, l'île a  une superficie de  0,12 km2 et sa hauteur maximale culmine à 36 m. L'île fait partie, tout comme Lampedusa distante de 17 km, de la Plaque continentale africaine contrairement à Linosa située à 70 km qui est tectoniquement rattaché à la Sicile. Les fondations de la zone méridionale de l'île coulent à pic alors que celles du versant oriental se dégradent doucement laissant apercevoir des canaux de grès blanc.
L'île aurait été formée lors d'un séisme durant le Pliocène grâce à un détachement d'un bout de terre de l'île-mère, Lampedusa. En témoigne la nature commune de leur roche constituée de grès.

## Histoire
Selon la légende, Lampione aurait été un bloc de pierre qui aurait échappé aux mains du Cyclope.
L'île a toujours suivi dans les vicissitudes de l'histoire le destin des autres îles Pélages. Après être entrée dans le royaume d'Italie, le 12 juin 1878, elle suivit le même sort que les deux îles majeures, prenant pleinement part à la Commune naissante de Lampedusa e Linosa. En 1897, au large de Lampione, fut aperçu un banc d'éponges qui attira l'attention de pêcheurs grecs et tunisiens en particulier, qui permettaient l'hégémonie économique de l'archipel. Mais rapidement avec l’avènement des éponges synthétiques, la pêche cessa. L'île n'est désormais plus habitée et l'unique signe de l'Homme qui y reste est un phare automatique duquel dérive le nom de l'île. Ce phare est joignable par un sentier partant d'un petit abord artificiel, adapté seulement au passage des petites embarcations.

### Fiction
Récemment, Lampione a été utilisée par un célèbre soap italien CentoVetrine. Bien que les images aient été tournées à Lampedusa à cause de difficultés techniques notamment dans le transport des acteurs sur Lampione, cette île a été le scénario de diverses séries télévisées récentes.

## Flore et faune
L'île fait partie de la Réserve marine des îles Pélages créée en 2002 et est considérée comme une réserve naturelle intégrale. La flore et la faune de l'île sont donc totalement protégées et aucun type d'activité les concernant n'est tolérée hormis l'étude et la recherche scientifique.
Beaucoup d'oiseaux migrateurs, en particulier des goélands s'y arrêtent régulièrement. En outre, on y retrouve une espèce endémique de crustacé de terre appelé armadillidium hirtum pelagicum. Les eaux sont peuplées de requins, en particulier du requin gris et du requin taureau, ainsi que de diverses espèces de mérou, langouste et corail jaune et rouge.

## Sources
- (it) Cet article est partiellement ou en totalité issu de l’article de Wikipédia en italien intitulé « Lampione » (voir la liste des auteurs).